# 科西莫·费罗
科西莫·费罗（義大利語：Cosimo Ferro，1962年6月8日—），意大利击剑运动员。他曾代表意大利参加1984年夏季奥林匹克运动会击剑比赛，结果收获男子团体重剑项目的铜牌。